# Chris Ford
Christopher Joseph Ford (ur. 11 stycznia 1949 w Atlantic City, zm. 17 stycznia 2023) – amerykański koszykarz, występujący na pozycjach obrońcy oraz skrzydłowego, mistrz NBA jako zawodnik oraz asystent trenera.
12 października 1979 trafił pierwszy rzut za 3 punkty w historii National Basketball Association (NBA), w spotkaniu przeciw Houston Rockets, rozegranym w Boston Garden.

## Osiągnięcia
NCAA
- Finalista NCAA (1971)[5]
- Laureat nagrody – Robert V. Geasey Trophy (1972)[6]
- Wybrany do Galerii Sław Wildcats[7]
- Uczelnia zastrzegła należący do niego numer 42[8]

NBA
- Mistrz NBA (1981)[2]

Trenerskie
- 2-krotny mistrz NBA jako asystent trenera (1984, 1986)[2]
- 2-krotny finalista NBA jako asystent trenera (1985, 1987)[2]
- Trener drużyny Wschodu podczas meczu gwiazd NBA (1991)[9]